# Ernst Moritz Arndt
Ernst Moritz Arndt (26. prosince 1769 Groß Schoritz – 29. ledna 1860 Bonn) byl německý nacionalistický a demokratický spisovatel, historik a člen frankfurtského parlamentu. Jako publicista a básník se věnoval hlavně mobilizaci proti vládě Napoleona Bonaparta v Německu. Proto je také nazýván bojovníkem za svobodu. Je považován za důležitého básníka své epochy. Nakolik jsou jeho výroky o Židech antisemitské, je předmětem sporů.
V roce 2001 byl jeho jménem pojmenován asteroid (16714) Arndt objevený 21. září 1995 Freimutem Börngenem.